# Callan Mulvey
Callan Francis Mulvey (Auckland, 23 febbraio 1975) è un attore neozelandese naturalizzato australiano.

## Biografia
Nasce ad Auckland, in Nuova Zelanda, il 23 febbraio del 1975 da una famiglia di origini irlandesi, scozzesi e maori. All'età di otto anni, si trasferì con i genitori a Sydney, in Australia. Ha studiato presso la Beacon Hill High School.
La sua carriera inizia nel 1996 partecipando alla serie televisiva australiana Heartbreak High, dove fino al 1999 interpreta il ruolo di Bogdan Drazic. Seguono altre partecipazioni televisive, fino al debutto nel cinema con il film Thunderstruck.
Poco dopo la fine delle riprese di Thunderstruck, nel 2003 Mulvey rimane gravemente ferito in un incidente automobilistico, intrappolato nei rottami per oltre un'ora. Mulvey ha riportato gravi ferite al volto e alla mascella, per cui sono stati necessari diversi interventi chirurgici per l'inserimento di piastre di titanio per riparare le fratture al volto. Inoltre ha subito gravi fratture al ginocchio sinistro e alla caviglia, oltre alla perdita della vista in un occhio.
Torna a recitare nel 2007 partecipando ad alcuni episodi della serie televisiva Le sorelle McLeod. Successivamente prende parte ad altre produzioni televisive come Underbelly, Home and Away e Rush.
Per il cinema recita nei film The Hunter e Zero Dark Thirty.
Nel 2014 lavora per Hollywood partecipando ai blockbusters 300 - L'alba di un impero e Captain America: The Winter Soldier, e nel 2016 interpreta il ruolo del villain Anatoli Knyazev in Batman v Superman: Dawn of Justice.

## Vita privata
Dal novembre 2010 è sposato con Rachel Thomas.

## Filmografia

### Cinema
- Thunderstruck, regia di Darren Ashton (2004)
- The Hunter, regia di Daniel Nettheim (2011)
- Zero Dark Thirty, regia di Kathryn Bigelow (2012)
- The Turning, registi vari (2013)
- 300 - L'alba di un impero (300: Rise of an Empire), regia di Noam Murro (2014)
- Captain America: The Winter Soldier, regia di Anthony e Joe Russo (2014)
- Miss Meadows, regia di Karen Leigh Hopkins (2014)
- Kill Me Three Times, regia di Kriv Stenders (2014)
- Batman v Superman: Dawn of Justice, regia di Zack Snyder (2016)
- Warcraft - L'inizio (Warcraft), regia di Duncan Jones (2016)
- Beyond Skyline, regia di Liam O'Donnell (2017)
- Bleeding Steel - Eroe di acciaio (Bleeding Steel), regia di Leo Zhang (2017)
- Desolate, regia di Frederick Cipoletti (2018)
- Delirium, regia di Dennis Iliadis (2018)
- Outlaw King - Il re fuorilegge (Outlaw King), regia di David Mackenzie (2018)
- In Like Flynn, regia di Russell Mulcahy (2018)
- Avengers: Endgame, regia di Anthony e Joe Russo (2019) - cameo
- High Ground, regia di Stephen Johnson (2020)
- Breach - Incubo nello spazio (Breach), regia di John Suits (2020)
- Till Death, regia di Scott Dale (2021)
- The Gray Man, regia di Joe e Anthony Russo (2022)

### Televisione
- Heartbreak High – serie TV, 112 episodi (1996-1999)
- All Saints – serie TV, episodio 2x12 (1999)
- Pizza - serie TV, episodi 1x04-1x07 (2000)
- Code Red, regia di Ian Gilmour - film TV (2001)
- BeastMaster - serie TV, episodio 2x19 (2001)
- Head Start – serie TV, 5 episodi (2001)
- The Finder, regia di Frank Shields - film TV (2001)
- Le sorelle McLeod – serie TV, episodi 7x23-7x24-7x25 (2007)
- Sea Patrol – serie TV, episodio 1x11 (2007)
- Underbelly – serie TV, 5 episodi (2008)
- Home and Away – serial TV, 33 puntate (2006-2008)
- Rush – serie TV, 70 episodi (2008-2011)
- SLiDE - serie TV, episodio 1x10 (2011)
- Bikie Wars: Brothers in Arms – serie TV, 6 episodi (2012)
- Power – serie TV, 10 episodi (2016)
- Too Old to Die Young - serie TV, episodio 1x8 (2019)
- Mystery Road - serie TV, 6 episodi (2020)
- I Luminari - Il destino nelle stelle (The Luminaries), regia di Claire McCarthy – miniserie TV (2020)
- L'ultimo boss di Kings Cross (Last King of the Cross) – serie TV, 10 episodi (2023)

## Doppiatori italiani
Nelle versioni in italiano delle opere in cui ha recitato, Callan Mulvey è stato doppiato da:
- Alessandro Budroni in Rush, 300 - L'alba di un impero, La lista dei fan**lo
- Enrico Chirico in Batman v Superman: Dawn of Justice
- Gianluca Crisafi in Underbelly
- Alberto Angrisano in Power
- Renato Novara in Beyond Skyline
- Francesco Prando ne I Luminari - Il destino nelle stelle
- Simone D'Andrea in L'ultimo boss di Kings Cross